# Spowiedź dziecięcia wieku (film)
Spowiedź dziecięcia wieku – polski film psychologiczny w reżyserii Marka Nowickiego z 1985 roku. Luźna adaptacja powieści Alfreda de Musseta pt. Spowiedź dziecięcia wieku (1836).
Zdjęcia plenerowe do filmu powstały w Quedlinburgu (ówcześnie NRD) i w Strzegomiu (Wzgórze Młyńskie).

## Obsada
- Marzena Trybała − Józefina
- Bronisław Wrocławski − Ksiądz Mercanson
- Hanna Mikuć − Brygida Pierson
- Magdalena Wołłejko − Pani Daniel
- Marek Cichucki − Oktaw de Vergenes
- Krzysztof Stelmaszyk − Desgenais, przyjaciel Oktawa
- Irena Malkiewicz − Ciotka Brygidy
- Agnieszka Fatyga − Śpiewaczka Marco
- Bronisław Pawlik − Larive
- Grażyna Barszczewska − Pani Lawusseur